# Käsky
 (février 2025).
Pour plus de détails, voir Fiche technique et Distribution.
Käsky (titre international anglais : Tears of April, titre de festival en France : Obéir) est un film finlandais réalisé par Aku Louhimies, sorti en 2008.

## Synopsis
Avril 1918. Vers la fin de la Guerre civile finlandaise, les Blancs l'emportent sur les Rouges qui ont enrôlé environ 2000 femmes au cours de cette période tragique de l'histoire de ce pays.

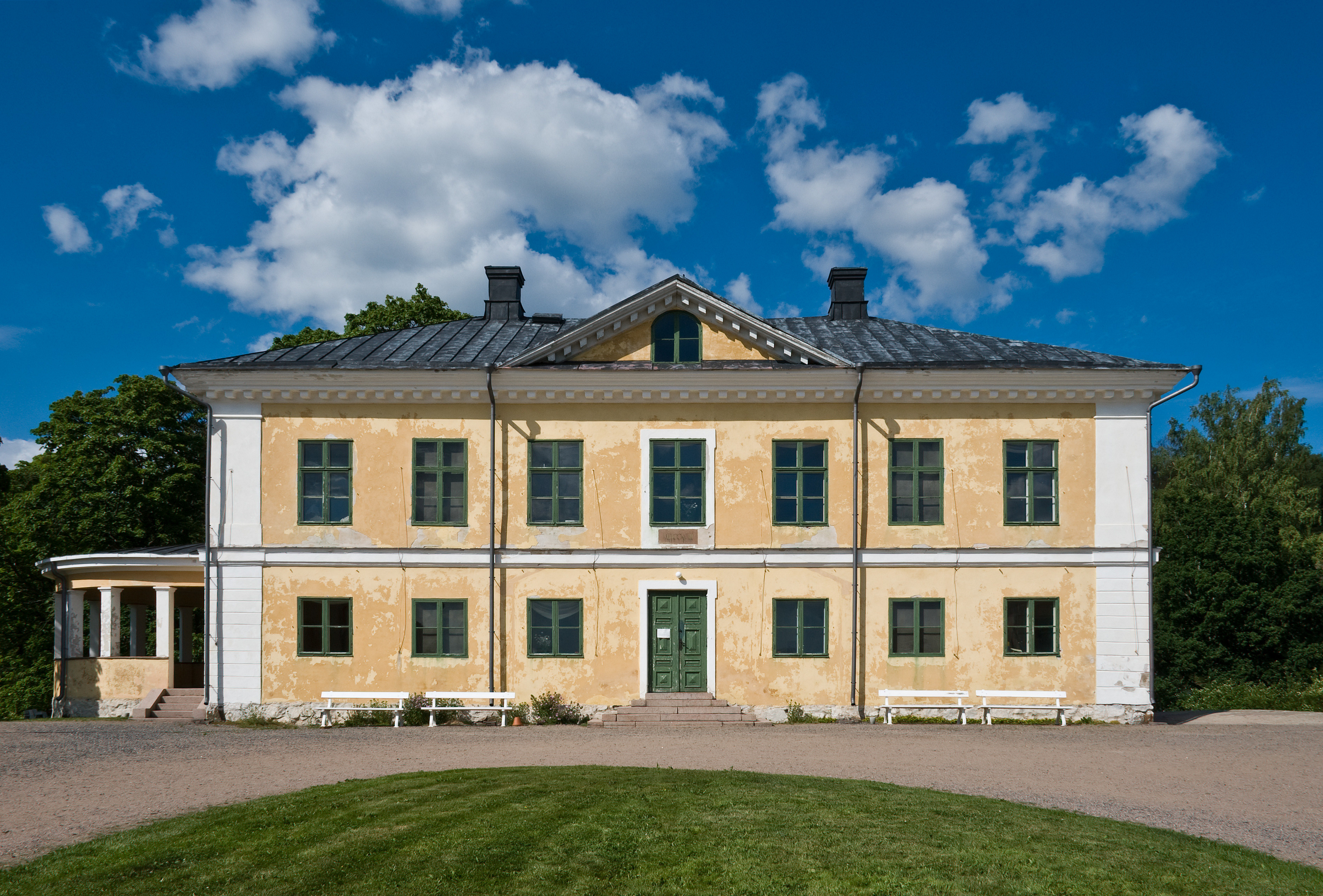
Le Manoir de Brinkhall un des lieux de tournage du film

Une de ces femmes part au combat ; elle s'est coupé les cheveux, a endossé l'uniforme puis s'est fait photographier pour la postérité.
Alors qu'avec une douzaine de combattantes elle traverse une étendue découverte, le petit groupe se trouve pris sous le feu meurtrier d'une troupe de Blancs. Le peloton décimé se rend et les captives sont enfermées dans une cave. Là Martta Kivela donne la photo de son fils Eino à Miina Malin afin qu'elle s'occupe de lui si elle ne survit pas. L'enfant se trouve chez Frans Rapola, un autre Rouge dont le fils tué au combat est le père du jeune garçon. Après le viol des captives par les soudards, celles-ci sont conduites dans un pré pour y être fusillées mais Aaro Harjula, le jäger, très au fait des règlements militaires, s'oppose à ces manières d'agir. Le sergent Vääpeli ne s'embarrassant pas de ces considérations relâche les prisonnières puis avec ses sbires fait un "carton" sur les fuyardes. Pour que ses soldats puissent fêter au plus tôt cette victoire, le sergent charge Aaro d'aller donner le coup de grâce aux victimes si c'est nécessaire. Il découvre qu'une Rouge a survécu et la ramène au poste, où, malgré les menaces et les quolibets, il obtient la permission de l'amener au juge Hallenberg afin que son sort soit décidé dans les règles.
En traversant un lac, près d'une île, la prisonnière tente de s'enfuir mais dans la lutte, un coup de fusil endommage la barque et tous deux tombent à l'eau. Ils rejoignent la grève mais ne peuvent poursuivre leur chemin. Dans une cabane de pêcheur ils se refont, au fil du temps échangent quelques mots, coopèrent pour survivre, se respectent et la confiance mutuelle se développant, ils finissent par avoir une relation tendre. Une barque de pêcheurs qui passe non loin les prend à bord et leur permet de rejoindre la route du manoir où exerce le juge.
Tout de suite la Rouge est enfermée dans un local qui se trouve dans une remise et Aaro est convié à partager l'opulente table du magistrat. Il devient rapidement son confident car dans cet endroit isolé, le magistrat n'a pas, parmi ceux qui l'entourent, de personnes qui puissent le comprendre, sa femme habitant en ville et Paasonen, un ordonnance dévoué n'étant là que pour le servir. Mais cet homme cultivé, qui est aussi écrivain, exécute implacablement et même avec une certaine fierté les sentences qui frappent les nombreux condamnés. Il n'hésite pas à brutaliser la captive pour obtenir son nom ce qu'Aaro n'était pas arrivé à savoir.
Alors que Harjula doit repartir, Miina lui remet la photo d'Eino pour qu'il aille prendre de ses nouvelles ce qu'il fait mais lorsqu'il repart de Tammisto, le garçonnet s'enfuit et vient avec lui malgré les réticences d'Aaro. L'enfant voit que ce soldat venu le chercher s'intéresse à lui et il est heureux de quitter une famille qui le déteste au point de chanter sur la route la Varsovienne. Mais un soldat ne peut garder un enfant avec lui donc il le renvoie à l'orphelinat.
Il retourne voir Miina mais à son arrivée, l'accès de la remise où est enfermée celle qu'il aime lui est interdit. Il retrouve Hallenberg, en train de fêter l'anniversaire de sa femme. Le juge lui apprend que l'enquête est terminée et que Miina est condamnée à mort car elle a eu un rôle dirigeant chez les Rouges. Miina qui n'a pas cessé d'être épiée par le juge voyeur lui fait comprendre ce que veut le magistrat: avoir une relation sexuelle avec lui, alors Aaro se soumet à la volonté de Hallenberg pour sauver Miina.

## Fiche technique
- Titre : Käsky
- Titre anglais : Tears of April
- Réalisation : Aku Louhimies

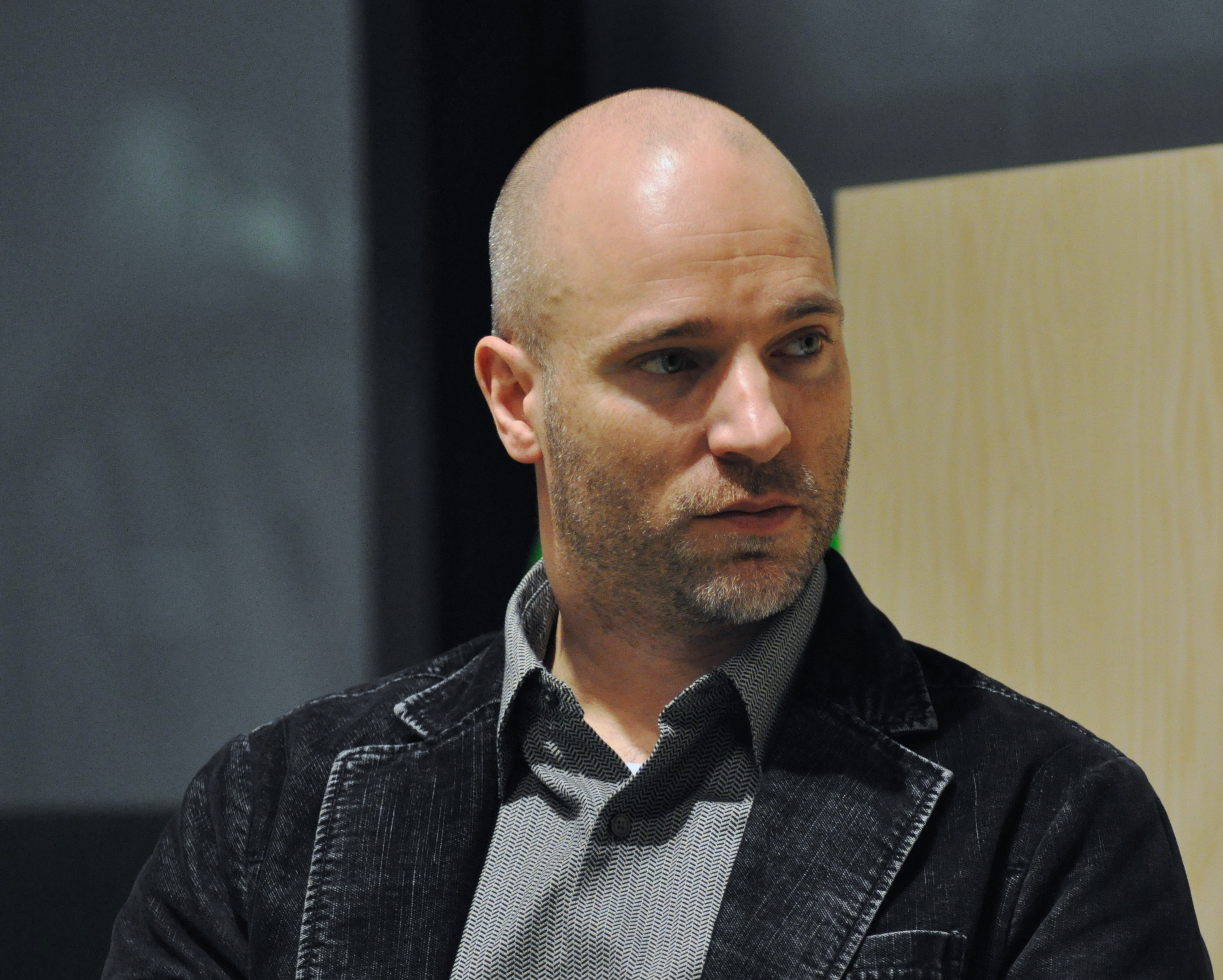
Aku Louhimies le 26 février 2009

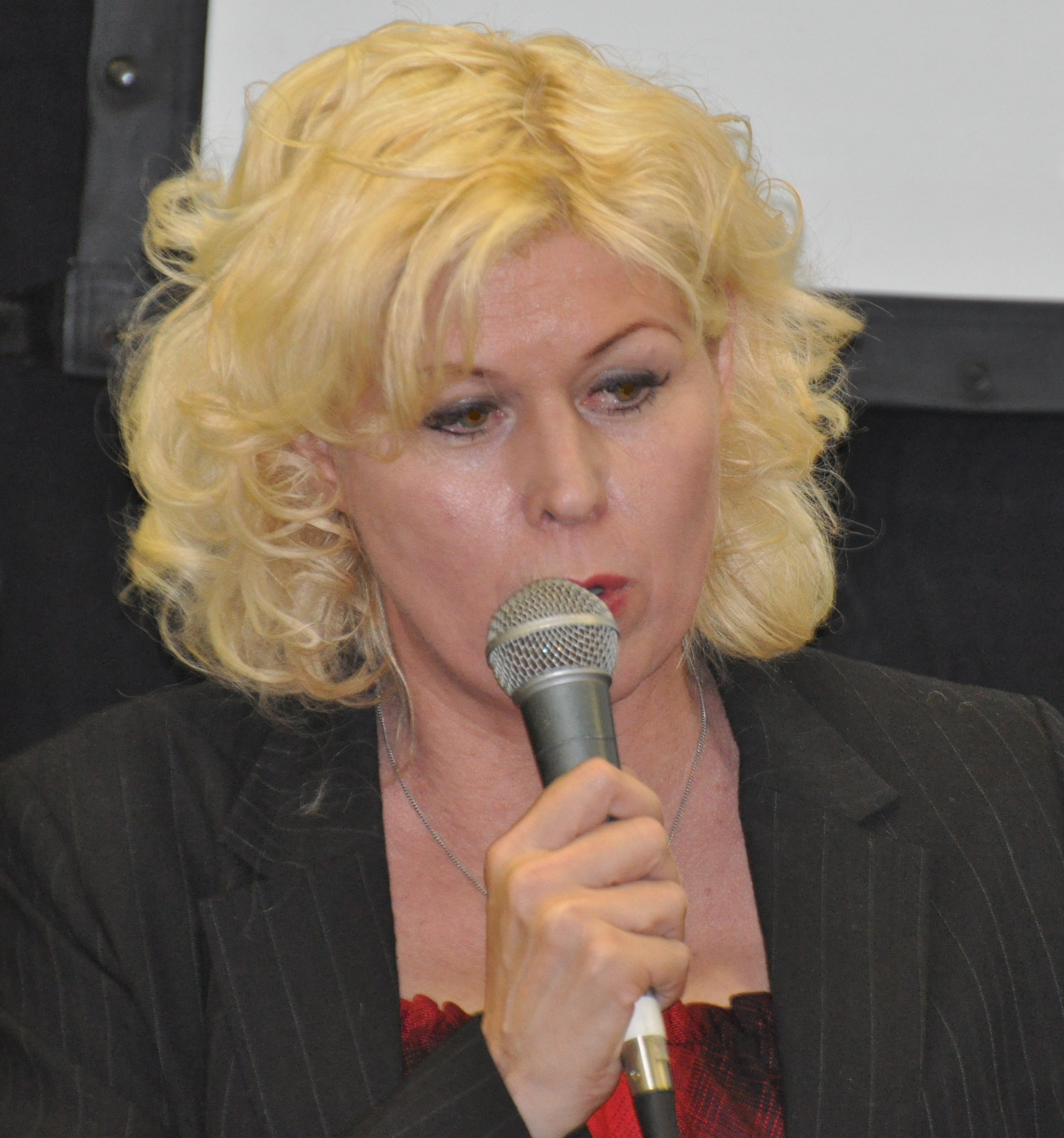
Leena Lander l'autrice du roman

- Scénario : Jari Olavi Rantala d'après le roman Käsky de Leena Lander traduit en français sous le titre Obéir
- Photographie : Rauno Ronkainen
- Son : Kirka Sainio
- Montage : Benjamin Mercer
- Décors : Markku Pätilä
- Costumes : Tiina Kaukanen
- Musique : Pessi Levanto
- Production : Aleksi Bardy
- Sociétés de production : Helsinki Filmi - Oy, Deux Trente-cinq - 235 (Grèce), Louhimies Film, Mogador (Allemagne), Aku
- Budget : 1 500 000 € (estimation)
- Pays d'origine : Finlande
- Société de distribution en Finlande : Film Oy FS
- Dates de sortie : 
  -  France : 18 mai 2008 au Festival de Cannes
  -  Finlande : 22 août 2008 au Festival du film d'Espoo
- Format : couleurs - 35 mm - 2,35 : 1 - Dolby Digital
- Genre : Drame, romance et guerre
- Durée : 110 minutes

## Distribution
- Samuel Vauramo : Aaro Harjula, Jäger (voir Jägers finlandais)
- Pihla Viitala : Miina Malin
- Eero Aho : Emil Hallenberg, le juge
- Ella Aho : Viena Rapola, sous-titré en langue française Vieno.
- Ilkka Heiskanen : Frans Rapola, le père
- Akseli Kouki : Vilho Rapola
- Mikko Kouki : Vääpeli sergent, adjudant dans les sous-titres en langue française
- Eemeli Louhimies : Eino Kivela, surnommé Eikka le bâtard
- Miina Maasola : Martta Kivela, la mère d'Eino
- Riina Maidre : Beata Hallenberg, l'épouse du juge
- Sulevi Peltola : Konsta, le photographe
- Joonatan Perälä : Samuel Rapola
- Oskar Pöysti : Paasonen, l'ordonnance du juge
- Riitta Salminen : Saara, la mère
- Janne Virtanen : lieutenant Manner.

## Distinctions
- 2008 : Prix d'interprétation masculine pour Eero Aho au Festival international du film de Marrakech du 14 au 22 novembre 2008.
- 2009 : Prix Eurimages au Festival du Film Européen de Séville du 6 au 14 novembre 2009.
- Le lien externe n° 1 donne la liste des 27 festivals antérieurs au 13 juin 2010 pour lesquels ce film a été sélectionné.

## Autour du film
- Le DVD n'a pas été édité en langue française.
- Le film a été tourné à Helsinki, Jurmo, Kustavi, Nagu, Pargas, le manoir de Brinkhall près de Turku en Finlande.